# رود آنگارا

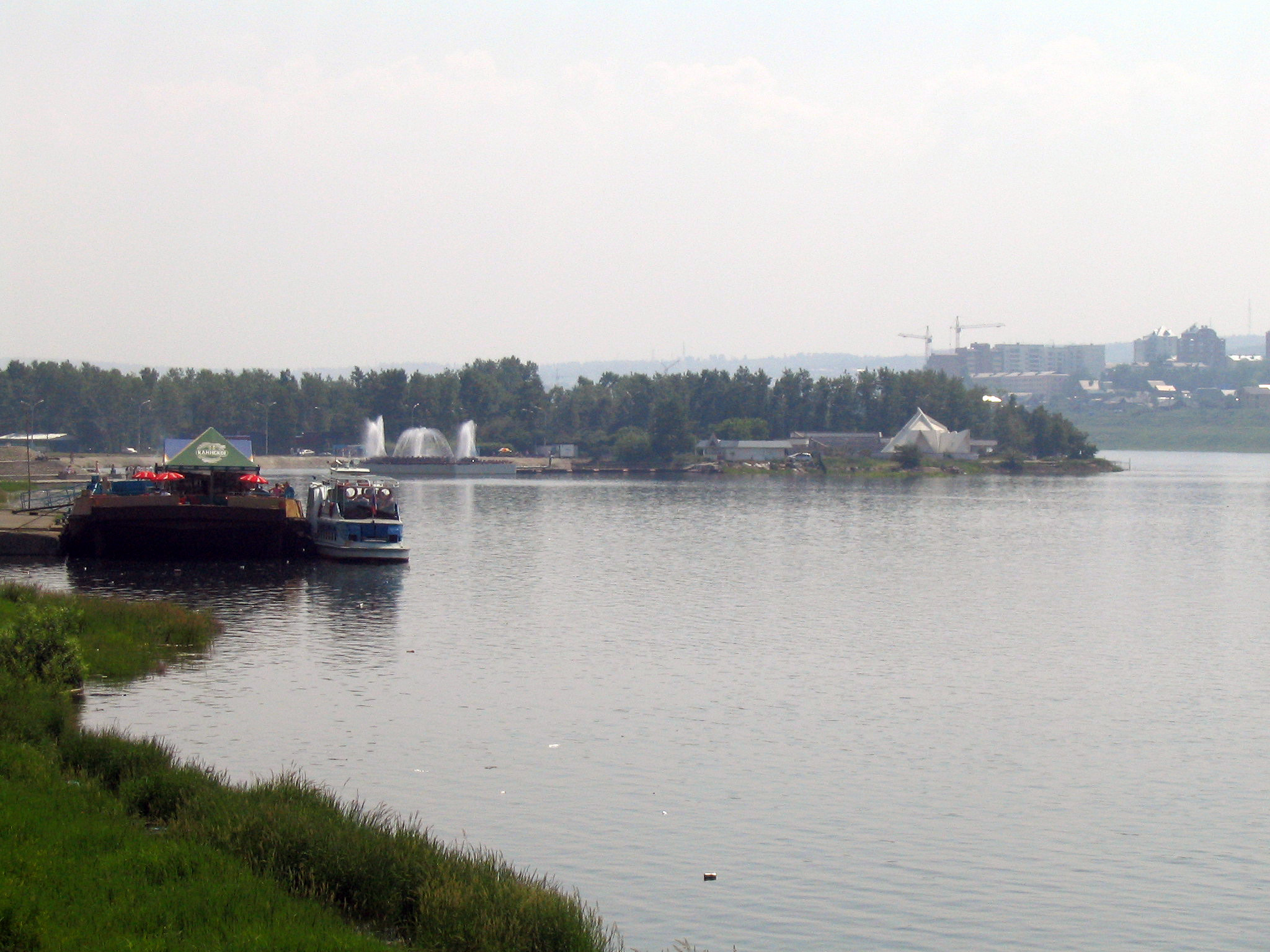
نمایی از رود آنگارا در ایرکوتسک

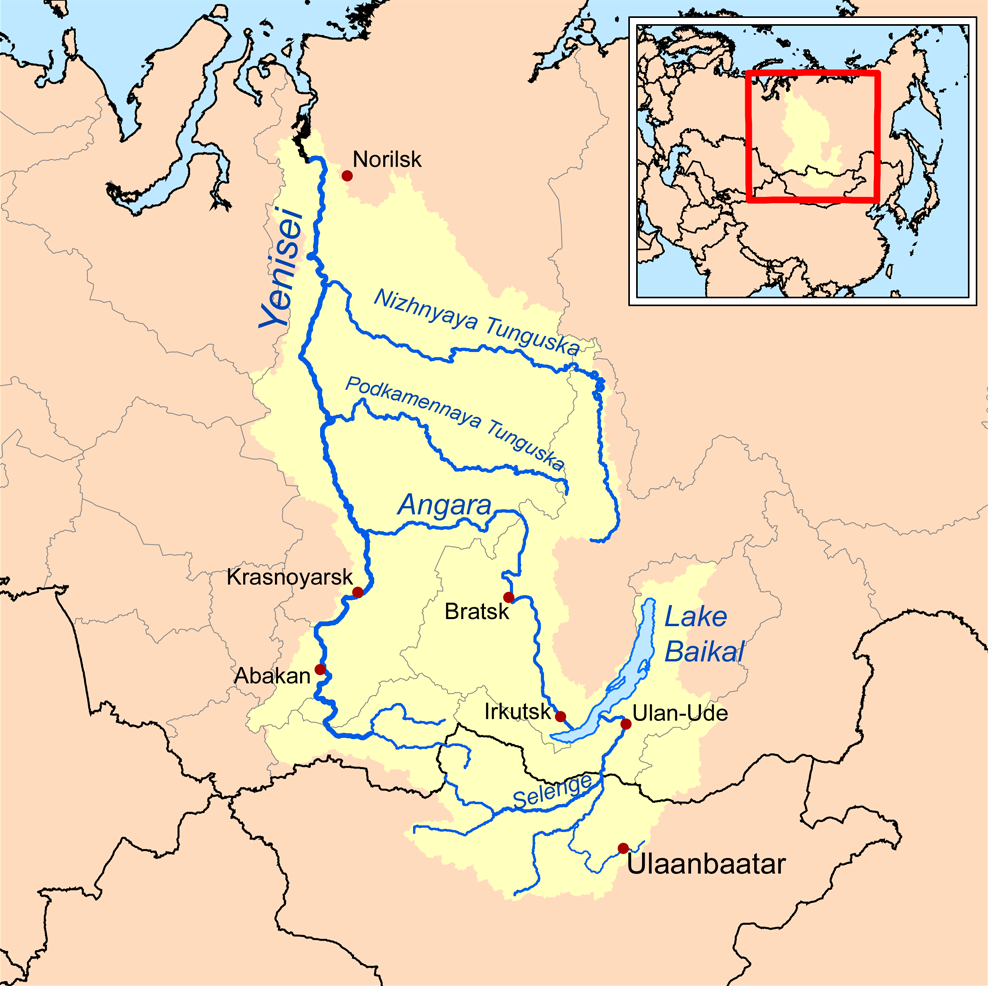

رود آنگارا (به روسی: Ангара) رودی به طول ۱۷۷۹ تا ۱۸۵۰ کیلومتر است که در جنوب فلات مرکزی سیبری جریان دارد. این رود، خروجی دریاچه بایکال بوده و یکی از رودهای فرعی مهمی است که در نزدیکی ینیسیسک به رود ینی‌سئی می‌ریزد.

## مشخصات

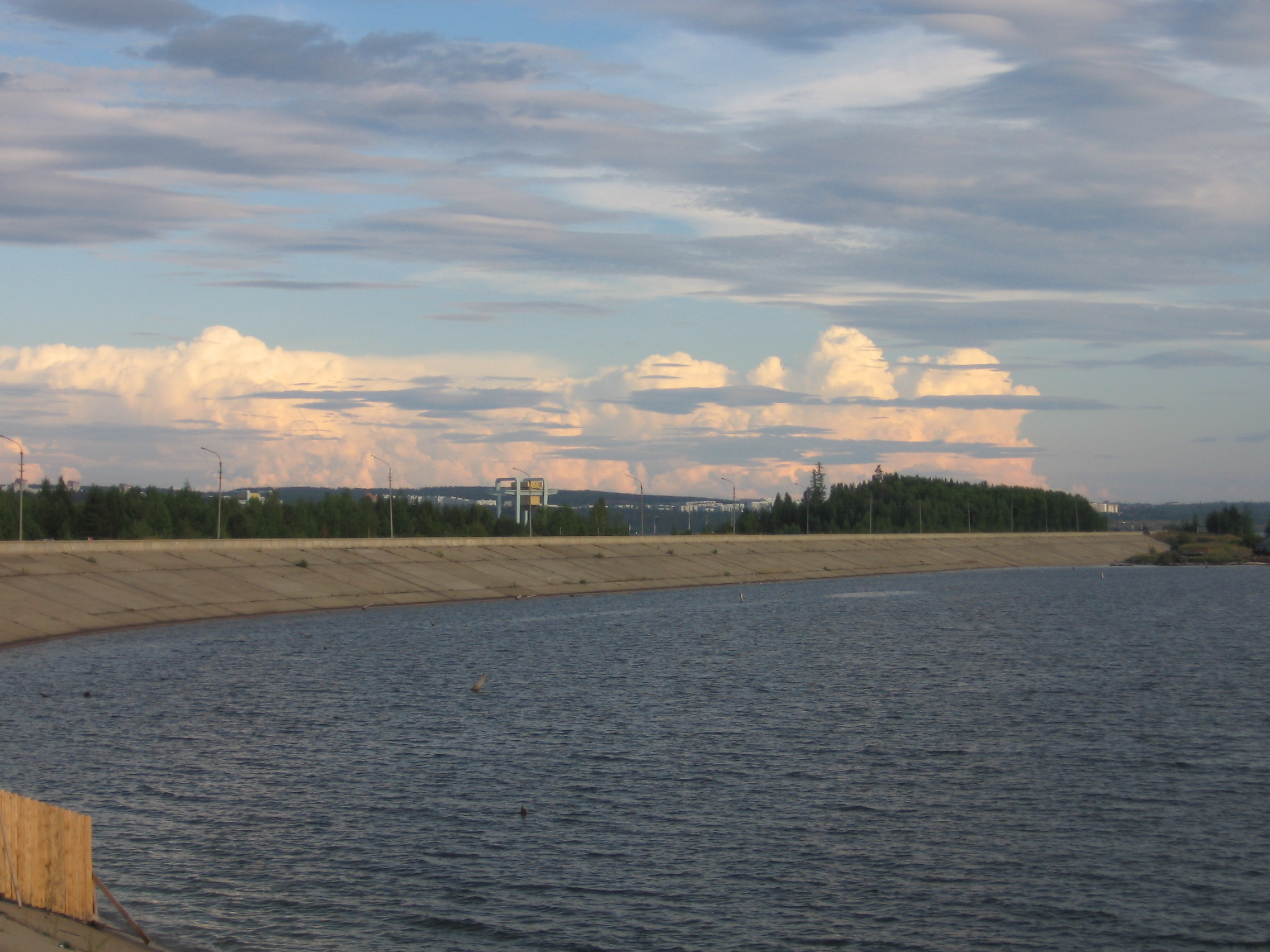
رود آنگارا

رود آنگارا پس از خروج از منتهی‌الیه جنوب غربی دریاچهٔ بایکال به سمت شمال جریان یافته و از ایرکوتسک و براتسک می‌گذرد. این رود پس از پیوستن رود ایلیم به آن به سمت غرب تغییر مسیر داده و در پایان به رود ینی‌سئی می‌پیوندد.
این رود در فاصلهٔ ایرکوتسک تا براتسک قابل کشتی‌رانی است و در پایینتر از براتسک تندآب‌های بسیاری دارد. این تندآب‌ها پتانسیل بالایی را برای تولید انرژی برق‌آبی (هیدروالکتریک) ایجاد می‌کنند چنانکه یکی از بزرگترین نیروگاه‌های برق‌آبی جهان در براتسک ساخته شده و نیروگاه برق‌آبی کوچکتری نیز در ایرکوتسک قرار دارد. سال ساخت این نیروگاه‌ها و سدهایشان به ترتیب به ۱۹۶۴ و ۱۹۵۶ بر می‌گردد و نیروگاه سومی نیز در سال ۱۹۷۷ در اوست-ایلیمسک کامل شد.
حوضهٔ آبخیز رود آنگارا مساحتی پیرامون ۱٬۰۴۰٬۰۰۰ کیلومتر مربع را در بر می‌گیرد و در این حوضه، ذخایری از آهن، طلا و زغال سنگ یافت شده‌است.